# 广饶县
37°03′N 118°24′E / 37.050°N 118.400°E
广饶县是山东省东营市的一个县，位于山东省中部偏北，东营市南部，北连东营区，南靠山东省淄博市临淄区朱台镇，东与潍坊市寿光市接壤，东南与青州市相接，西面和博兴县毗邻，东北部濒临渤海莱州湾。
广饶县总面积1138平方公里，辖9个乡镇（街道），2个省级经济开发区，553个村（居）。广饶自秦设县，古称乐安、千乘、琅槐，是兵圣孙武故里、吕剧发祥地和齐笔原产地，被联合国地名组织评定为千年古县。

## 历史
汉高祖六年（前201年）置广饶县，距今已经有两千多年。隋文帝开皇三年（583年），移千乘于广饶，县名改为千乘，千乘之名始于战国，因齐景公有马千驷畋于青丘而得名。金熙宗天眷元年（1138年）改千乘为乐安，属益都府。民国3年（1914年）复名广饶县，隶属胶东道。
1950年5月隶属惠民专区；1983年8月30日划归东营市。

## 人口
根據第七次全国人口普查數據，截至2020年11月1日零時，廣饒縣常住人口為521742人。
全县總人口50万人（2012年）。

## 经济
广饶县经济较发达，2008年全县就实现工农业总值322.3亿元，地方财政收入达14.4亿元，在山东省县级经济排名中位次靠前。广饶县农业以种植业为主。工业发达，特别是县内大中型乡镇企业众多。乡镇企业较多的乡镇有大王镇、稻庄镇。大王镇的造纸工业、稻庄镇的橡胶轮胎工业产量、产值在全国都位列前茅。广饶县的新闻纸和橡胶轮胎出口量分别占到全国出口量的50%和10%。大型商业企业主要集中在县城。

## 行政区划
广饶县下辖3个街道办事处、6个镇：
广饶街道、乐安街道、丁庄街道、大王镇、稻庄镇、李鹊镇、大码头镇、花官镇、陈官镇和广北农场总厂。

## 文化
- 广饶县是山东地方戏曲吕剧的发源地（牛庄镇时家村，现已划归东营市东营区），有“吕剧之乡”的称誉。

## 名人
- 孫武
- 倪宽

## 名胜古迹
- 全国重点文物保护单位：广饶关帝庙大殿、傅家遗址、五村遗址、南河崖盐业遗址群
- 山东省文物保护单位：营子遗址、冢头墓群、柏寝台、西辛张遗址、中共刘集支部旧址
- 东营市历史博物馆、孙武祠、孙子文化旅游度假区、孙武湖水利风景区
- 山东省吕剧博物院
- 中华纸文化博览园
- 倪宽墓